# مالكوم داي
مالكوم داي (بالإنجليزية: Malcolm Day)‏ هو رائد أعمال أسترالي، ولد في 6 نوفمبر 1964 في برث في أستراليا.